# تولی بویلاکوآ
تولی بویلاکوآ (انگلیسی: Tully Bevilaqua؛ زادهٔ ۱۹ ژوئیهٔ ۱۹۷۲) بازیکن بسکتبال اهل استرالیا است.
وی در مسابقات کشوری و بین‌المللی در مجموع برندهٔ ۱ مدال طلا، ۱ مدال نقره شده‌است.